# Cherry Tree High Comedy Club
Cherry Tree High Comedy Club (漫研, Manken) est un jeu vidéo de drague développé par 773 et édité par Capcom, sorti en 2010 sur Windows.

## Accueil
- Canard PC : 3/10[1]